# Power Grid
Power Grid är ett brädspel konstruerat Friedemann Friese från 2004 där spelarna äger varsitt företag som ska försörja städer med elektricitet genom att köpa kraftverk och bygga elnät. Spelet är också känt under en tidigare utgåvas namn Funkenschlag som gavs ut i Tyskland av 2F-Spiele. Spelet har givits ut på engelska av Rio Grande Games.
Spelet har släppts på franska under namnet Mégawatts och inkluderar då två andra kartor än USA och Tyskland som är standard, nämligen Québec och Frankrike.

## Spelets gång
Spelare köper olika kraftverk och måste erhålla bränsle till dessa såsom kol, olja, sopor och uran. Förnyelsebara energikraftverk som vindkraft och solkraft behöver inget bränsle för att drivas. När spelarna köper kraftverk görs bättre, mer effektiva kraftverk tillgängliga på marknaden, vilket gör att alla får tillgång till bättre utrustning.
Spelet tar slut när någon spelaren har anslutit ett visst antal städer till sitt nätverk. Den spelare som då försörjer flest städer med el vinner.

## Utmärkelser
Power grid har vunnit och nominerats till flera utmärkelser
- 2010 Board Game Geek: Geek Madness Tournament Champion- and Aldie Award-vinnare
- 2009 Juego del ano (årets spel i Spanien), nominering
- 2008 Board Game Geek: Geek Madness Tournament Champion- and Aldie Award-vinnare
- 2008 Lucca Games Best of Show (Italien), bästa brädspel (Best Board Game)
- 2008 Lucca Games Best of Show (Italien), sidopris för bästa spelmekanik
- 2007 BoardGameGeek: Geek Madness Tournament Champion- and Aldie Award-vinnare
- 2007 Gra Roku-vinnare  (Polen)
- 2006 Board Game Geek: Geek Madness Tournament Champion- och Aldie Award-vinnare
- 2005 Spiel des Jahres-rekommendation
- 2004 Meeples' Choice Award, en av tre vinnare
- 2004 Tric Trac d'Argent-vinnare